# レーモン・ポンス (トゥールーズ伯)
レーモン・ポンス（フランス語：Raymond Pons, 900年ごろ - 944年以降）は、トゥールーズ伯（在位：924年 - 944年以降）。レーモン3世またはポンス1世とも。

## 生涯
932年、レーモン・ポンスはフランス王ラウールに臣下の礼を取るため、叔父ルエルグ伯アルマンゴルおよび義兄ガスコーニュ公サンチョ4世・ガルセスとともに北へ向かった。
936年、レーモン・ポンスはシャントゥジュ修道院を創建した。940年から941年の間、オーヴェルニュを支配した。944年、ユーグ大公およびフランス王ルイ4世がアキテーヌに入り、ユーグ大公はヌヴェールでレーモン・ポンスに会い、トゥルーズ伯らが王とともに王宮に戻った時にレーモン・ポンスの伯位を追認した。
レーモン・ポンスはガスコーニュ公ガルシア2世の娘と結婚した。この妃と同一人物かは不明であるがガルサンドという妃の名が伝わっている。息子とみられるレーモン（3/4世）がレーモン・ポンスの跡を継いだ。